# Station Rudna Miasto
Station Rudna Miasto is een spoorwegstation in de Poolse plaats Rudna.